# Corrado Lancia di Brolo
Don Corrado Lancia di Brolo (Palermo, 8 dicembre 1826 – Roma, 27 febbraio 1906) è stato un nobile, militare e politico italiano.

## Biografia
Nacque a Palermo l'8 dicembre 1826 da Emanuele, V duca di Brolo (1771-1852), e dalla di lui consorte la nobildonna Vincenza Grassellini Compagnone dei Marchesi Grassellini, di cui era il terzo di quattro figli.
Nel 1837, entrò alla Scuola Militare Nunziatella di Napoli, da dove uscì nel 1846 con il grado di alfiere del 1º Reggimento d'artiglieria "Re" dell'Esercito delle Due Sicilie. Due anni più tardi, nel 1848, non avendo voluto giurare sulla costituzione concessa dal re Ferdinando II delle Due Sicilie, si dimise dall'esercito borbonico per sostenere l'insurrezione della Sicilia scoppiata in quell'anno, che portò alla nascita del Governo provvisorio del cui esercito fu nominato dapprima capitano, poi maggiore ed infine direttore del materiale di artiglieria. Gli fu affidato il comando di Torre Faro a Messina, che venne espugnato dall'esercito borbonico. Durante il lungo armistizio gli venne affidato il comando a Trapani. Alla ripresa delle ostilità, nel 1849, il Lancia comandò le artiglierie di campagna.
Dopo la restaurazione borbonica nell'isola, usufruì dell'amnistia che ottenne grazie alla sua personale amicizia con il generale Carlo Filangieri, principe di Satriano, comandante del corpo di spedizione inviato per riconquistare la Sicilia. In seguito studiò giurisprudenza all'Università di Palermo, dove conseguì la laurea. Ricoprì alcuni incarichi politici e amministrativi, come quelli di senatore aggiunto di Palermo e di impiegato aggiunto della sezione di Santa Ninfa. Nel 1859, il Lancia ottenne elezione a Senatore di Palermo. Nel frattempo si specializzò nelle discipline matematiche ed economiche, e soprattutto in quest'ultimo campo scrisse numerosi opuscoli.
Dopo l'Unità d'Italia, il Lancia fu tra coloro che sostennero l'autonomia della Sicilia all'interno del neocostituito Stato unitario della penisola. Liberale, nel 1870 si candidò nel collegio Palermo III per le elezioni politiche tenutesi in quell'anno nelle file della Destra storica, ed ottenne un seggio alla Camera dei Deputati per la X legislatura. Fu successivamente rieletto anche nella XI legislatura, e svolse l'incarico di direttore generale del Demanio e delle Tasse sugli Affari del Ministero delle Finanze nel 1874-76. Nel 1878, fu nominato direttore della succursale del Banco di Sicilia a Roma.
Nel 1891, fu nominato senatore del Regno d'Italia nella XVII legislatura. Nel 1898, ebbe riconosciuto il titolo di marchese. Nel 1902-06, fu membro della Commissione per la verifica dei titoli dei nuovi senatori.
Morì celibe a Roma il 27 febbraio 1906 all'età di 79 anni, dopo una lunga malattia.